# Вассмусс, Вильгельм
Вильгельм Вассмусс (нем. Wilhelm Wassmuss или Waßmuß; 14 февраля 1880, Зальцгиттер — 29 ноября 1931, Берлин) — немецкий дипломат.
Вассмусс изучал юриспруденцию и востоковедение, в 1906 году поступил на дипломатическую службу. Его первым местом службы стал Мадагаскар. В 1909 году Вассмусс был назначен вице-консулом в персидский Бушер. В 1910—1912 годах был вновь переведён на Мадагаскар, а в 1913 году повторно направлен в Бушер уже в качестве консула Германии. В 1914 году получил назначение в посольство Германии в Каире, но в связи с началом Первой мировой войны срочно выехал в Берлин для передачи информации о ситуации в Персии.
После вступления в войну Османской империи на стороне Центральных держав Вассмусс был назначен руководителем афганской экспедиции Нидермайера и Гентига. В Багдаде пути Вассмусса и экспедиции разошлись, и он отправился в одиночку на юг Персии. Там в интересах Германии он организовал восстание среди кашкайцев и других местных племён против британских войск, оккупировавших нейтральную Персию.
Англичане называли Вассмусса «немецким Лоуренсом». В конце войны Вассмусс оказался у них в плену и вернулся в Германию лишь в 1920 году.
Несколько лет после своего освобождения Вассмусс посвятил тому, чтобы добиться от правительства Германии выплаты обещанного им денежного вознаграждения персидским племенам за их участие в восстании. Получив отказ, он вернулся в Бушер, приобрёл земельный участок и обзавёлся хозяйством. Доходы от своей фермы он хотел отдавать племенам, чтобы выполнить данное им обещание. План провалился, и больной Вассмусс вернулся в 1931 году в Германию, где спустя полгода умер.